# Cmentarz żydowski w Rakowie
Cmentarz żydowski w Rakowie – kirkut społeczności żydowskiej niegdyś zamieszkującej Raków. Powstał w XVII wieku i miał powierzchnię 0,6 ha. Znajduje się przy ul. Kościuszki. Został zniszczony podczas II wojny światowej. Zachowały się jedynie przyziemne fragmenty muru ogrodzeniowego.